# 在ロサンゼルス日本国総領事館
在ロサンゼルス日本国総領事館（英語: Consulate-General of Japan in Los Angeles）は、アメリカ合衆国第二の都市ロサンゼルスに設置されている日本の総領事館である。
2018年10月1日時点で、在外公館別在留邦人数は9万7209人となっており、これは220以上ある日本の在外公館のうち最大規模である。
管轄地域は、南カリフォルニア（ロサンゼルス郡、オレンジ郡、サンディエゴ郡、インペリアル郡、リバーサイド郡、サンバーナーディーノ郡、ベンチュラ郡、サンタバーバラ郡、サンルイスオビスポ郡の各郡）及びアリゾナ州。

## 所在地
350 South Grand Avenue, Suite 1700, Los Angeles, CA 90071

## 出来事
- 2005年（平成17年）4月25日 - 歴史教科書問題に抗議する中国・韓国系の住民ら約1000人が領事館に向けてデモ行進を行った[4]。